# Signoria di Broich
La Signoria di Broich fu uno stato del Sacro Romano Impero esistito nella regione della Ruhr tra il Basso Medioevo e l'età napoleonica. Il territorio, corrispondente all'attuale città extracircondariale di Mülheim an der Ruhr, era una suddivisione del Ducato di Berg. Venne sciolto nel 1806 con la riorganizzazione della Germania dovuta alla fine del Sacro Romano Impero.

## Signori di Broich
| Linea dei nobili e dei cavalieri di Broich |                          | |
| 1093                                       | Burkhard I               | |
|                                            | Dietrich I               | |
| 1140-1150                                  | Burkhard II              | |
| 1166-1190                                  | Dietrich III             | |
| 1241-1272                                  | Burkhard III             | Nel 1243 sposa la contessa Agnes von Isenberg, figlia del conte Friedrich von Isenberg                               |
| 1250-1310                                  | Dietrich IV              | Sposa Lysa von Mörs                                                                                                  |
| 1310–1317                                  | Adolf                    | |
| 1320–1366                                  | Burkhard V               | |
| 1348–1372                                  | Dietrich V.              | Sposa Katharina von Steinfurt                                                                                        |
| Linea dei conti von Limburg-Broich         |                          | |
| 1372–1397                                  | Dietrich IV              | Il 3 luglio 1371 sposa Lukardis, ereditiera di Dietrich V von Broich                                                 |
| 1397–1437                                  | Wilhelm I                | Il 24 aprile 1403 sposa la contessa Matilde von Reifferscheidt                                                       |
| 1400–1439                                  | Dietrich V               | Il 3 marzo 1415 sposa Henrika von Wisch                                                                              |
| 1439–1446                                  | Heinrich                 | Nel 1450 sposa la contessa Irmgard von Boineburg                                                                     |
| 1446–1473                                  | Wilhelm II               | Nel 1463 sposa Jutta von Runkel                                                                                      |
| 1473–1508                                  | Johann                   | Nel 1492 sposa Elisabeth von Neuenahr                                                                                |
| Linea dei conti di Daun-Falkenstein        |                          | |
| 1508–1546                                  | Wirich V                 | Il 14 novembre 1505 sposa la contessa Irmgard von Sayn, nipote e figlia adottiva del conte Johann von Limburg-Broich |
| 1546–1554                                  | Filippo II               | Il 28 settembre 1552 sposa Maria Caspara von Holtey                                                                  |
| 1554–1598                                  | Wirich VI                | Il 18 dicembre 1578 sposa la contessa Elisabeth von Manderscheid-Blankenheim-Gerolstein                              |
| 1598–1613                                  | Johann Adolf             | Nel 1611 sposa la contessa Anna Maria di Nassau-Siegen                                                               |
| 1613–1682                                  | Wilhelm Wirich           | Nel 1634 sposa la contessa Elisabeth von Waldeck                                                                     |
| Linea dei Conti di Leiningen-Dagsburg      |                          | |
| 1682–1686                                  | Emich Christian          | Nel 1664 sposa Christine Luise, figlia del conte Wilhelm Wirich von Daun-Falkenstein                                 |
| 1686–1698                                  | Giovanni Carlo Augusto   | Il 5 dicembre 1685 sposa la contessa Giovanna Maddalena di Hanau-Lichtenberg                                         |
| 1698–1766                                  | Cristiano Carlo Reinardo | Il 27 novembre 1726 sposa la contessa Gräfin Katharina Polyxena von Solms-Rödelheim                                  |
| 1766–1806                                  | Maria Luisa Albertina    | Il 16 marzo 1748 sposa il principe Giorgio Guglielmo d'Assia-Darmstadt                                               |